# Garður

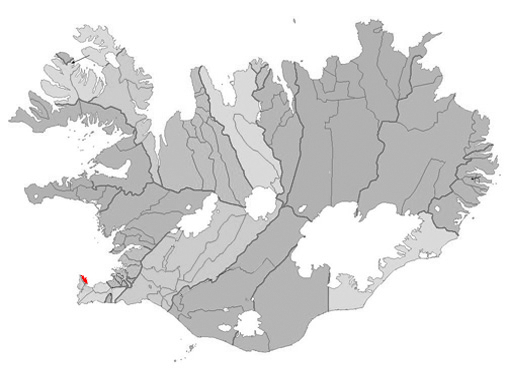
Garður na mapě Islandu

Garður je rybářské město na jihozápadě Islandu, na poloostrově Reykjanes. Město leží 10 kilometrů severně od Keflavíku. 1. ledna 2011 zde žilo 1452 obyvatel. V roce 2018 byla sloučena se sousední obcí Sandgerði do nově ustanovené obce Suðurnesjabær.
Zeměpisné souřadnice jsou 64°05' severní šířky a 22°39' západní délky.